# Ley de Sucesión en la Jefatura del Estado
La Ley de Sucesión en la Jefatura del Estado (1947) fue la quinta ley fundamental aprobada de las ocho Leyes Fundamentales que organizaban los poderes del Estado durante el franquismo. Establecía la constitución de España nuevamente en reino (tras 16 años) y la sucesión de Francisco Franco como el jefe de Estado español, al disponer que el sucesor sería propuesto por el propio Franco a título de rey o de regente del reino, pero que tendría que ser aprobado por las Cortes españolas.
El proyecto de esta ley fue remitido por el Gobierno a las Cortes el 28 de marzo de 1947. Tuvo un proceso de elaboración corto y fue aprobada por las Cortes españolas en su sesión de 7 de junio de 1947 y sometida a referéndum, que se celebró el 6 de julio de 1947, entrando en vigor el 27 de julio de 1947.

## Contenido legal
El objeto fundamental y clave de la ley era:

1. Constituir España en reino y en un Estado católico (Artículo 1: "España, como unidad política, es un Estado católico, social y representativo que, de acuerdo con su tradición, se declara constituido en Reino").
2. Convertir en vitalicia la jefatura del Estado en la persona de Franco (artículo 2: "La Jefatura del Estado corresponde al Caudillo de España y de la Cruzada, Generalísimo de los Ejércitos, don Francisco Franco Bahamonde.").
3. Creación del Consejo del Reino (Artículo 4).
4. Establecer la prerrogativa del jefe de Estado para que propusiese a las Cortes, en cualquier momento, la persona que debía ser llamada en su día a sucederle, a título de rey o de regente y su posible revocación. (Artículo 6: "En cualquier momento el Jefe del Estado podrá proponer a las Cortes la persona que estime deba ser llamada en su día a sucederle, a título de Rey o de Regente, con las condiciones exigidas por esta Ley, y podrá, asimismo, someter a la aprobación de aquéllas la revocación de la que hubiere propuesto, aunque ya hubiese sido aceptada por las Cortes.").
5. La ley definía y enumeraba por primera vez el cuerpo de las Leyes Fundamentales del Reino, que se convertían en un sucedáneo de Constitución rígida, cuya derogación exigía el acuerdo de las Cortes y la celebración del referéndum nacional instaurado dos años antes (artículo 10).

## Contexto político

### El Manifiesto de Lausana
Juan de Borbón, hijo del rey Alfonso XIII y heredero del Reino de España, publicó el 19 de marzo de 1945 el Manifiesto de Lausana (Suiza), en el que se criticaba duramente la dictadura franquista y se ofrecía al pueblo español la posibilidad de restaurar una Monarquía de carácter no muy definido; presentaba, como alternativa moderada al régimen, una monarquía constitucional. Rechazaba el régimen franquista, inspirado en los sistemas totalitarios alemanes e italianos, por haber fallado. También prometía una serie de prioridades en caso de la vuelta a la monarquía: aprobación de una constitución, reconocimiento de los derechos humanos, garantía de libertades políticas, establecimiento de una asamblea legislativa democrática, reconocimiento de la diversidad regional, amnistía a los presos políticos y una más justa distribución de la riqueza. A raíz de esto, Franco duda del legítimo heredero de la dinastía borbónica como posible sucesor.

### La decisión previa
El 31 de marzo de 1947 el entonces subsecretario de Presidencia Luis Carrero Blanco, enviado de Francisco Franco y redactor de la Ley de Sucesión, informa a Juan de Borbón de que con la aprobación de la Ley de Sucesión sería Franco quien nombraría al monarca del reino «cuando lo considere conveniente». También le comunica a Juan de Borbón —heredero del trono— que podría «ser Rey de España, pero de la España del Movimiento Nacional, católica, anticomunista y antiliberal».

### El Manifiesto deEstoril
El 7 de abril de 1947 Juan de Borbón, el padre de Juan Carlos, que era, de acuerdo con la tradición dinástica, el heredero de la corona de España en ese momento, hizo público un manifiesto en el que denunciaba la ilegalidad de la Ley de Sucesión, porque se proponía alterar la naturaleza de la monarquía sin consultar con el heredero del trono.

Primer Manifiesto de Estoril de Don Juan, 7 de abril de 1947

Españoles:

El General Franco ha anunciado públicamente su propósito de presentar a las llamadas Cortes un proyecto de Ley de Sucesión a la Jefatura del Estado, por el cual España queda constituida en Reino, y se prevé un sistema por completo opuesto al de las Leyes que históricamente han regulado la sucesión a la Corona.
En momentos tan críticos para la estabilidad política de la Patria, no puedo dejar de dirigirme a vosotros, como legítimo Representante que soy de vuestra Monarquía, para fijar mi actitud ante tan grave intento.
Los principios que rigen la sucesión de la Corona, y que son uno de los elementos básicos de la legalidad en que la Monarquía Tradicional se asienta, no pueden ser modificados sin la actuación conjunta del Rey y de la Nación legítimamente representada en Cortes. Lo que ahora se quiere hacer carece de ambos concursos esenciales, pues ni el titular de la Corona interviene ni puede decirse que encarne la voluntad de la Nación el organismo que, con el nombre de Cortes, no pasa de ser una mera creación gubernativa. La Ley de Sucesión que naciera en condiciones tales adolecería de un vicio sustancial de nulidad.
Tanto o más grave es la cuestión de fondo que el citado proyecto plantea. Sin tener en cuenta la necesidad apremiante que España siente de contar con instituciones estables, sin querer advertir que lo que el país desea es salir cuanto antes de una interinidad cada día más peligrosa, sin comprender que la hostilidad de que la Patria se ve rodeada en el mundo nace en máxima parte de la presencia del General Franco en la Jefatura del Estado, lo que ahora se pretende es pura y simplemente convertir en vitalicia esa dictadura personal, convalidar unos títulos, según parece hasta ahora precarios, y disfrazar con el manto glorioso de la Monarquía un régimen de puro arbitrio gubernamental, la necesidad de la cual hace ya mucho tiempo que no existe.
Mañana la Historia, hoy los españoles, no me perdonarían si permaneciese silencioso ante el ataque que se pretende perpetrar contra la esencia misma de la Institución monárquica hereditaria, que es, en frase de nuestro Balmes, una de las conquistas más grandes y más felices de la ciencia política.
La Monarquía hereditaria es, por su propia naturaleza, un elemento básico de estabilidad, merced a la permanencia institucional que triunfa de la caducidad de las personas, y gracias a la fijeza y claridad de los principios sucesorios, que eliminan los motivos de discordia, y hacen posible el choque de los apetitos y las banderías.
Todas esas supremas ventajas desaparecen en el proyecto sucesorio, que cambia la fijeza en imprecisión, que abre la puerta a todas las contiendas intestinas, y que prescinde de la continuidad hereditaria, para volver, con lamentable espíritu de regresión, a una de esas imperfectas fórmulas de caudillaje electivo, en que se debatieron trágicamente los pueblos en los albores de su vida política.
Los momentos son demasiado graves para que España vaya a añadir una nueva ficción constitucional a las que hoy integran el conjunto de disposiciones que se quieren hacer pasar por leyes orgánicas de la Nación, y que además, nunca han tenido efectividad práctica.
Frente a ese intento, yo tengo el deber inexcusable de hacer una pública y solemne afirmación del supremo principio de legitimidad que encarno, de los imprescriptibles derechos de soberanía que la Providencia de Dios ha querido que vinieran a confluir en mi persona, y que no puedo en conciencia abandonar porque nacen de muchos siglos de Historia, y están directamente ligados con el presente y el porvenir de nuestra España.
Por lo mismo que he puesto mi suprema ilusión en ser el Rey de todos los españoles que quieran de buena fe acatar un Estado de Derecho inspirado en los principios esenciales de la vida de la Nación y que obligue por igual a gobernantes y gobernados, he estado y estoy dispuesto a facilitar todo lo que permita asegurar la normal e incondicional transmisión de poderes. Lo que no se me puede pedir es que dé mi asentimiento a actos que supongan el incumplimiento del sagrado deber de custodia de derechos que no son solo de la Corona, sino que forman parte del acervo espiritual de la Patria.
Con fe ciega en los grandes destinos de nuestra España querida, sabéis que podéis contar siempre con vuestro Rey.
JUAN
Estoril, 7 de abril de 1947

## Referéndum
El 6 de julio de 1947 se celebró un referéndum sobre la Ley, en el que según los resultados oficiales, el censo electoral fue de 16.187.992 electores, votaron 14.454.426, de los que lo hicieron afirmativamente 12.628.983 (89,86% de los votantes) y negativamente 643.501.

## La decisión definitiva
Desde el 18 de julio de 1947, por la Ley de Sucesión, Franco actuaría como el Jefe del Estado del recién proclamado reino de España, cuyo trono estaba vacante y así habría de permanecer al menos hasta que se produjera lo que luego se dio en llamar el "hecho sucesorio", como eufemismo por la muerte del dictador. Para el ministro Arrese esta ley representaba un obstáculo en el camino a recorrer y no una etapa del camino recorrido: 

Sin embargo, había que contar con ella, en primer lugar porque la estabilidad de los pueblos depende muchas veces de la venerable ancianidad de sus leyes; en segundo lugar,  porque lo peor que tenía la ley, no era la ley en sí misma, sino la alteración que producía en el orden y en la jerarquía  de las cosas a perfilar; y en tercer lugar, porque esta ley, probablemente porque se quiso convencer al extranjero de lo inútil de su esfuerzo iconoclasta, fue sometida a referéndum y avalada por la inmensa mayoría de los españoles...
José Luis Arrese

El 25 de agosto de 1948, Franco concertó una entrevista con Juan de Borbón en su yate de vacaciones, el Azor, en el golfo de Vizcaya. Allí acordaron que el hijo de diez años de Juan de Borbón, Juan Carlos, nacido y con residencia en Roma, cambiaría de residencia y completaría su educación en España, junto con su hermano Alfonso de Borbón y Borbón-Dos Sicilias, bajo la promesa de «que el periódico monarquista ABC podría informar libremente y que se levantarían las restricciones de las actividades monárquicas».

El 9 de noviembre de 1948 Juan Carlos fue recibido por Franco en su residencia de El Pardo, donde le informó de que su educación estaría a cargo de un grupo de profesores de firme lealtad al Movimiento.

Escudo de Juan Carlos de Borbón como Príncipe de España.

Como revelan los documentos desclasificados por el Departamento de Estado de EE. UU., a causa de un accidente que se produjo el 24 de diciembre de 1961, durante una cacería en los bosques de El Pardo, por aquel entonces la residencia del Generalísimo, Franco comienza a plantearse la elección sobre su sucesión. Un informe de la Corte griega al embajador de EE. UU. en Grecia indica: «a raíz de un accidente de caza está planificando presentar la cuestión de la sucesión real ante las Cortes en febrero. No ha divulgado si recomendará al conde de Barcelona o al hijo de éste, Juan Carlos», conforme a lo indicado por el embajador español Luca de Tena.
El 22 de julio de 1969, amparándose en la Ley de Sucesión, el Franco designa a Juan Carlos de Borbón como su sucesor a la Jefatura del Estado, con el título de «Príncipe de España», saltándose así el orden sucesorio natural que correspondía a su padre Juan de Borbón. Juan Carlos es proclamado por las Cortes como sucesor de Franco el 22 de julio de 1969 al jurar «fidelidad a los principios del Movimiento Nacional y demás Leyes Fundamentales del Reino». Además de Juan Carlos, Franco llego a considerar a otros candidatos para ser nombrados Rey de España, como Alfonso de Borbón y Dampierre (pretendiente que disputaba a Juan Carlos la herencia Alfonsista), Otón de Habsburgo-Lorena (pretendiente según las reclamaciones Austracistas), Carlos Hugo de Borbón-Parma (pretendiente según las reclamaciones carlistas). Sin embargo, debido a la poca familiaridad con la cultura española (como la de Alfonso y Otón), rechazos personales (Otón) o desconfianza personal de Franco hacia personaje políticos fuera de su control como los pretendientes carlistas (análoga a la situación del rechazo a Juan de Borbón), se decidió por Juan Carlos.

## Consecuencias
Durante la dictadura, el príncipe de España Juan Carlos de Borbón y Borbón-Dos Sicilias, el futuro Juan Carlos I, accedió brevemente (19 de julio a 2 de septiembre de 1974) a la jefatura del régimen dictatorial debido a la frágil salud de Franco a causa de la enfermedad de Parkinson.
Finalmente, Franco falleció el 20 de noviembre de 1975 y Juan Carlos de Borbón fue proclamado jefe de Estado y rey de España el 22 de noviembre de 1975 en el Palacio de las Cortes, pasando a denominarse Juan Carlos I, saltándose el orden sucesorio natural que correspondía a su padre Juan de Borbón. Como resultado, las reformas políticas transformaron el aparato franquista en un sistema democrático cuya forma política de gobierno es la monarquía parlamentaria, con un jefe de Estado que se supedita a la constitución y en donde sus actos han de ser refrendados (el rey reina pero no gobierna), y un parlamento electo por el pueblo en donde recae el poder legislativo.
No sería hasta el 14 de mayo de 1977 cuando Juan de Borbón renunciase oficialmente a todos sus derechos dinásticos (los cuales le habían sido negados por la Ley de Sucesión creada por Franco) en favor de su hijo, estableciéndose entonces una monarquía juancarlista. La Ley de Sucesión fue derogada el 29 de diciembre de 1978, más de año y medio después de la abdicación del conde de Barcelona.